# TechnoFeminism
TechnoFeminism est un des principaux ouvrages de la célèbre sociologue et féministe Judy Wajcman. Il pose les fondements pour repenser la relation entre genre et technologies et présente une lecture féministe de la relation femme-machine. Il est considéré comme une des contributions clés pour l'essor de la technoscience féministe en tant que domaine.

## Réception
Selon une critique de l'American Journal of Sociology, Wajcman soutient de manière convaincante que « les analyses de tout, des systèmes de transport en commun aux frottis vaginaux, doivent inclure une compréhension technoféministe des positions souvent différentes des hommes et des femmes en tant que concepteurs, agents de fabrication, vendeurs, acheteurs, profiteurs et utilisateurs de ces technologies. ».
Dans la revue Science, Technology and Human Values, Sally Wyatt note que « les apports théoriques de la technoscience féministe (peuvent et devraient) être utiles à la recherche empirique ainsi que pour le changement et l'action politique » et qu'une façon d'aller dans ce sens est « retourner à la production comme objet de recherche parce que trop de travaux des dernières années se sont concentrés sur la consommation, l'identité et la représentation ».

## Éditions
En plus de l'édition imprimée, réédité plusieurs fois,  livres numériques de TechnoFeminism ont été publiés en 2013. Le livre a été traduit en espagnol sous le titre El Tecnofeminismo.